# Don Camillo en Russie
Série Don Camillo
Don Camillo Monseigneur
(1961) Don Camillo et ses contestataires (film inachevé)
(1970)
Pour plus de détails, voir Fiche technique et Distribution.
Don Camillo en Russie (titre original : Il compagno don Camillo) est un film italo-franco-allemand sorti en 1965, réalisé par Luigi Comencini. Il fait suite au film Don Camillo Monseigneur.
Les deux personnages - le maire communiste et le curé d'une petite ville italienne - sont aux prises pendant un voyage en Union soviétique durant la « déstalinisation ».

## Résumé
Peppone propose de jumeler Brescello avec Brezwyschewsky, une ville russe située sur le Don mais la proposition ne plaît pas à Don Camillo qui y voit une volonté de propagande électorale dangereuse pour ses idées. Le curé réussit à trouver une solution à ce problème en obligeant (par chantage) Peppone à l'emmener, avec lui, déguisé en camarade communiste Camillo. Pendant le voyage, entre les concours de vodka et les difficultés de communication, Peppone découvrira que la Russie soviétique n'est pas tout à fait le monde parfait qu'il avait imaginé. Quant à Don Camillo, il verra que « l'empire rouge » n'est pas si infernal qu'il le croyait et que l'on peut y trouver des gens courageux et bons.

## Fiche technique

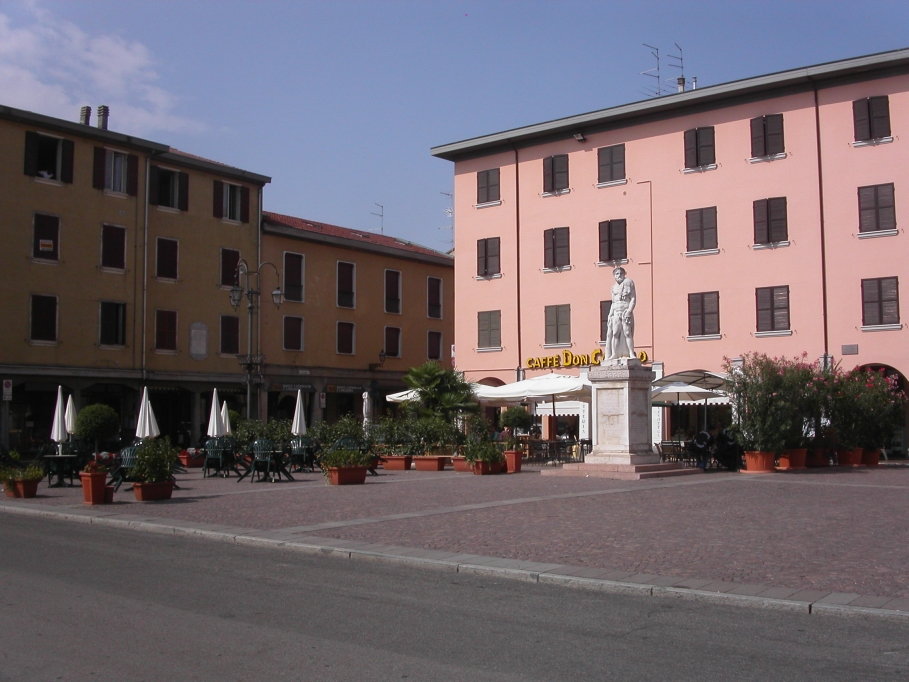
La grand-place de Brescello.

- Réalisation : Luigi Comencini, assisté de Giulio Paradisi
- Scénario : D'après les personnages de Giovannino Guareschi
- Adaptation : Leonardo Benvenuti, Pino de Bernardi
- Dialogue (français) : René Barjavel
- Assistant réalisateur : Léopold Machina, Giulio Paradisi
- Images : Armando Nannuzzi
- Producteur : Luigi Comencini
- Cadreurs : Claudio Cirillo, Giuseppe Ruzzolini, assistés de Luigi Bernardini, Enrico Umetilli
- Musique : Alessandro Cicognini et extraits de « La Traviata » de Giuseppe Verdi
- Arrangements musicaux : Dante Ferretti
- Chansons : E. A. Mario chante Ta pum, Domenico Modugno chante Nel blu dipinto di blu (Volare) ; (paroles de Franco Migliacci)
- Titre italien : Il compagno Don Camillo
- Décors : Luigi Scaccianoce, assisté de Francesco Bronzi, Dante Ferretti
- Son : Mario Faraoni
- Montage : Nino Baragli
- Script-girl : Varla Fiero
- Costumes : Danda Ortona
- Maquillage : Otello Fava
- Coiffures : Renata Magnanti
- Effets spéciaux : Otello Fava
- Administrateur : Angelo Carazza, Luciano Pizzala
- Production : Franco-London Films (Paris), Rizzoli Films (Rome)
- Producteur superviseur : Angelo Jacono
- Manager général : Nello Merriconi
- Producteur manager : Alessandro Von Norman
- Secrétaire de production : Ennio Onorati
- Tournage : du 15 avril au 8 juillet 1965 en Italie et en Yougoslavie
- Durée : 111 min
- Pellicule 35 mm, noir et blanc
- Genre : Comédie
- Dates de sortie :
  - Italie :  18 septembre 1965
  - France : 17 décembre 1965

## Distribution
- Fernandel : Don Camillo
- Gino Cervi (V.F : Jacques Eyser) : Giuseppe Bottazzi dit « Peppone »
- Leda Gloria (V.F : Helene Tossy) : Maria Bottazzi, la femme de Peppone
- Gianni Garko (V.F : Roger Rudel) : Scamoggia, le photographe
- Saro Urzì : Brusco, le barbier
- Graziella Granata : Nadia Petrovna, la traductrice et hôtesse en Russie
- Paul Müller : Le pope (le curé)
- Marco Tulli (V.F : Edmond Ardisson) : Smilzo
- Jacques Herlin : Perletti
- Silla Bettini : Bigio
- Aldo Vasco : Un camarade
- Alessandro Gottlieb : Ivan
- Mirko Valentin : Le faux russe
- Ettore Geri : Oregov
- Margerita Sala : La femme d'Ivan
- Rosemarie Lindt : La fausse russe
- Tania Béryl : La jeune voyageuse dans le train
- Marina Morgan : La femme du stand de tir
- Armando Migliari : le député démocrate-chrétien
- Salvatore Campochiaro : le notaire
- Jean Topart : La voix de Jésus

## Autour du film
Le film est tourné d’avril à juillet 1965, en grande partie à Brescello. L'intérieur de l'église (et autres décors) des trois premiers films a été tourné aux studios de la Cinecittà à Rome. Dans les deux derniers films, l'intérieur de l'église est celui de l'église de Brescello. Le bâtiment représentant la mairie de Brochwyl abrite aujourd’hui le musée de Don Camillo et Peppone. L’église de ce village russe imaginaire est en réalité celle de Monterosi, à proximité de Rome.
L'action du film est supposée se dérouler à l'époque où Nikita Khrouchtchev est premier secrétaire du Parti communiste de l'Union soviétique, soit avant sa destitution, le 14 octobre 1964, car on peut voir ses portraits encadrés dans certaines séquences du film. Or le tournage n'a débuté qu'en avril 1965, date à laquelle le premier secrétaire du Parti n'était plus Khrouchtchev mais Léonid Brejnev. Le bouleversement politique, survenant durant le séjour de la délégation italienne, est la chute de Nikita Khrouchtchev, artisan de la déstalinisation de l’URSS et de la Détente avec l’Occident après la crise des missiles de Cuba. Le 14 octobre 1964, le Præsidium et le Comité central entérinent son remplacement par Léonid Brejnev à la tête du PCUS et par Alexis Kossyguine en tant que Président du conseil des ministres. C'est le portrait de ce dernier qui remplace celui de Khrouchtchev dans le film.
L’opéra donné par les Russes en honneur de la délégation italienne est La traviata (1853) de Giuseppe Verdi. La chanson entonnée par les enfants russes en l’honneur de la délégation italienne est Nel blu dipinto di blu, de Domenico Modugno.
Aussi, Don Camillo en Russie fait suite à Don Camillo Monseigneur, mais, curieusement, dans ce film, Peppone est redevenu maire alors qu'il avait été élu sénateur, tandis que Don Camillo est redevenu simple curé alors qu'il avait été nommé « Monseigneur ». Or si un sénateur peut redevenir maire, il est moins aisé d'expliquer la rétrogradation de Monseigneur à simple curé de paroisse. Cet état de fait n'est pas expliqué dans Don Camillo en Russie. La seule explication logique serait qu'en réalité, le quatrième film, Don Camillo Monseigneur, se déroule en fait chronologiquement après le cinquième film et clôturerait la saga.

## Suite
1. 1970 : Don Camillo et ses contestataires (film inachevé)

Prévu pour être le sixième film de la saga Don Camillo, il n’a jamais été terminé en raison de la maladie qui a frappé Fernandel.